# 比沙林人

約1895年的比沙林人

比沙林人（阿拉伯语：‎) 是居住在非洲东北部部分地区的族群。他们是貝扎人的分支之一。比沙林人除了講阿拉伯语的地方方言外，他們还讲属于亚非语系的贝贾语。

## 人口统计
比沙林人生活在苏丹努比亞沙漠东部和埃及南部。他们居住在尼罗河和红海之间的阿塔拜地区。
比沙林人人口约為42,000。